# Stephen Gately

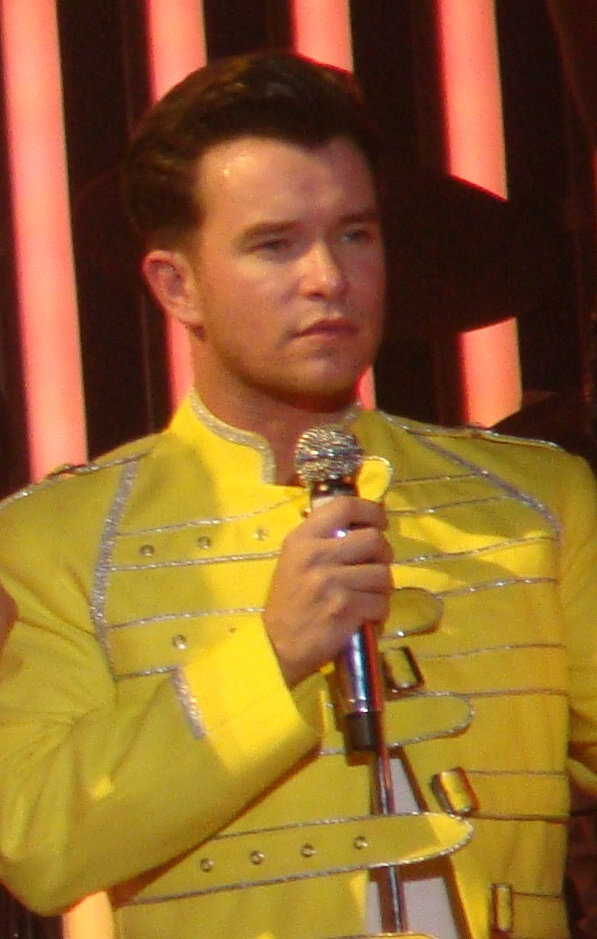
Gately mit Boyzone, 2009

Stephen Patrick David Gately (* 17. März 1976 in Dublin, Irland; † 10. Oktober 2009 in Port d’Andratx auf Mallorca, Spanien) war ein irischer Popsänger. Er war Mitglied der Boygroup Boyzone.

## Karriere
Nachdem er sich 1993 auf eine Zeitungsannonce beworben hatte, wurde Stephen Gately Mitglied der nach dem Vorbild von Take That neu gegründeten Boygroup Boyzone. Das irische Quintett feierte ab Mitte der 1990er Jahre eine Reihe musikalischer Erfolge. In den sieben Jahren bis zu ihrer zwischenzeitlichen Trennung erschienen Hits wie Father and Son, Words, Picture Of You (für den Soundtrack zum Mr.-Bean-Film Bean – Der ultimative Katastrophenfilm 1997) oder No Matter What (geschrieben von Andrew Lloyd Webber für sein Musical Whistle Down the Wind).
Nach der Trennung von Boyzone startete Stephen Gately eine Solokarriere. 2000 erschien sein Album New Beginning; das Album und die gleichnamige Single landeten in den britischen Top 10. Die zweite Single I Believe wurde als Soundtrack zum Film Billy Elliot verwendet. Nachdem Gatelys dritte Single Stay die britischen Top 10 verfehlt hatte, kam es zur Trennung von seinem Label Polydor.
Seit 2002 konzentrierte sich Stephen Gately auf seine Theaterkarriere. Er hatte Hauptrollen in den Musicals Joseph and the Amazing Technicolor Dreamcoat, Tschitti Tschitti Bäng Bäng, Cinderella und The Wizard of Oz. Im Herbst 2007 folgte das Musical Godspell. Gately verließ die Produktion jedoch nach wenigen Wochen wegen vertraglicher Differenzen.
Im November 2007 verkündeten Boyzone ihr Comeback. Bei der britischen Charity-Show Children in Need traten sie zum ersten Mal nach sieben Jahren wieder gemeinsam auf. Für eine Tour durch Großbritannien und Irland im Mai und Juni 2008 waren die ersten Konzerte bereits nach Stunden ausverkauft. Eine weitere Tournee folgte 2009. Außerdem war die Veröffentlichung eines neuen Studioalbums für 2010 geplant.
Stephen Gately hatte eine kurze Rolle in dem Horrorfilm Credo. Anfang 2007 war Gately im britischen Fernsehen bei Dancing on Ice zu sehen. Es handelt sich hierbei um die englische Version von Stars auf Eis. Gately und seine Partnerin Kristina Lenko belegten den 8. Platz. Im Jahr darauf kehrte er als Juror zurück.
Außerdem schrieb Gately an einem Fantasy-Roman für Kinder mit dem Titel The Tree of Seasons. Nach seinem überraschenden Tod stellte sein Mann Andrew Cowles das Projekt nach Gatelys Vorstellungen fertig und veröffentlichte es im April 2010 in dessen Namen.

## Privatleben
Im Juni 1999 outete sich Stephen Gately als erstes Mitglied einer Boyband als schwul, was eine Welle von Unterstützung seitens der Fans, Medien und Öffentlichkeit auslöste. Zeitgleich bekannte er sich zu seiner Beziehung mit Eloy de Jong, einem ehemaligen Mitglied der niederländischen Boyband Caught in the Act. Das Paar trennte sich 2002. Wenig später lernte Gately Andrew Cowles kennen. Die beiden heirateten (symbolisch, ohne rechtliche Auswirkungen) 2003 in Las Vegas. Im März 2006 ging Gately im Vereinigten Königreich eine eingetragene Partnerschaft mit Cowles ein.
Am 10. Oktober 2009 starb Gately während eines Urlaubs in seinem Ferienhaus in Andratx auf Mallorca. Während zunächst gemeldet worden war, der Sänger sei nach übermäßigem Alkoholkonsum an seinem Erbrochenen erstickt, ergaben spätere Untersuchungen, dass er an einem Lungenödem gestorben war. Ursache war ein nicht diagnostizierter Herzfehler. Gately wurde am 17. Oktober 2009 in seiner Heimatstadt Dublin beigesetzt.

## Diskografie

### Alben
- 1994: Said And Done (mit Boyzone)
- 1996: A Different Beat (mit Boyzone)
- 1998: Where We Belong (mit Boyzone)
- 1999: By Request (Greatest Hits) (mit Boyzone)
- 2000: New Beginning
- 2003: Ballads - The Love Song Collection (mit Boyzone)
- 2006: Key To My Life: The Collection (mit Boyzone)
- 2008: Back Again... No Matter What (mit Boyzone)
- 2008: B-Sides & Rarities (mit Boyzone)

### Singles
- 2000: New Beginning
- 2000: I Believe
- 2001: Stay